# Huiyuan

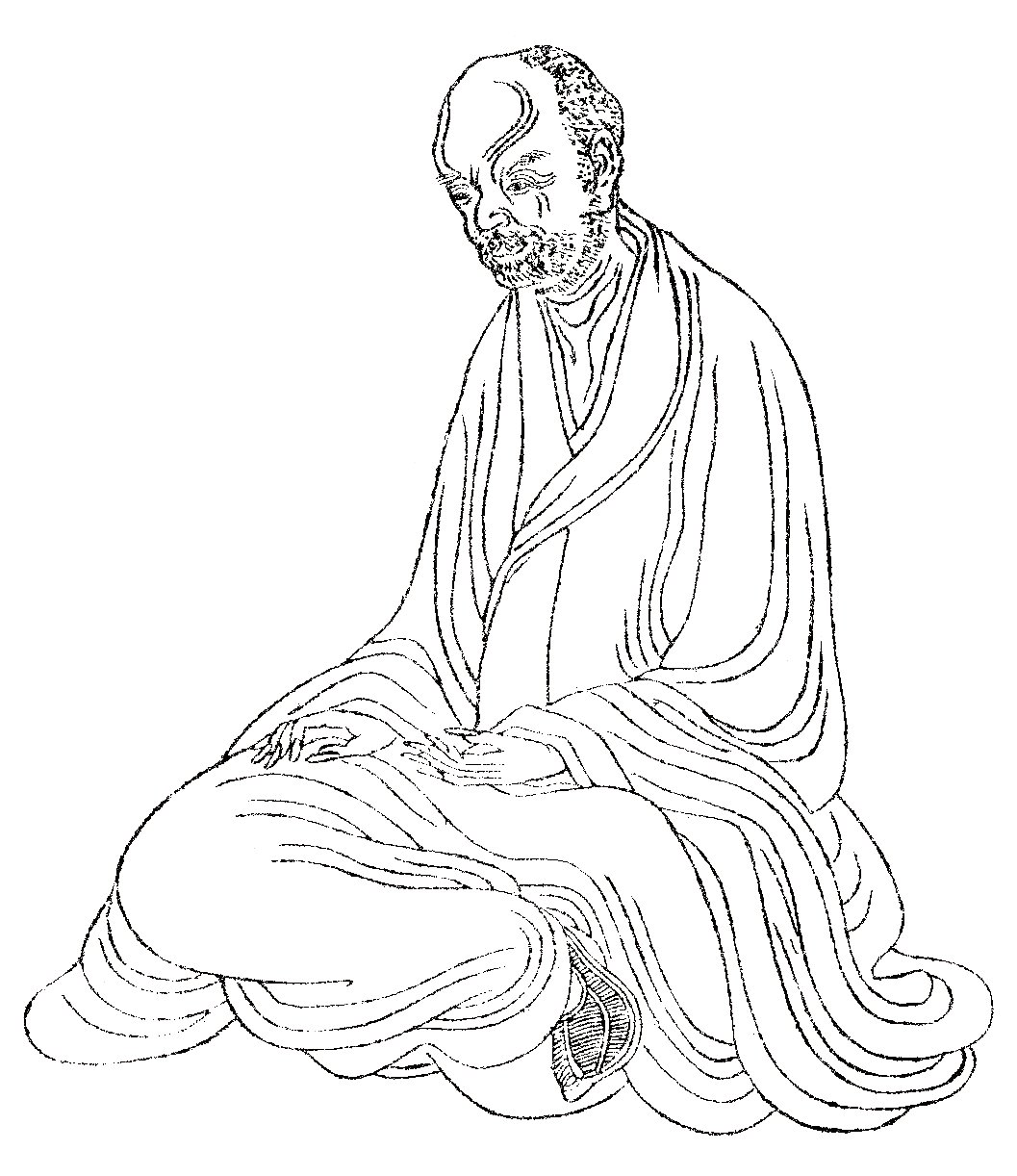
Huiyuan, según a aparece en el "Wan hsiao tang-Chu chuang -Hua chuan（晩笑堂竹荘畫傳)" publicado en 1921（民国十年).

Huiyuan (chino :慧遠; Wade-Giles: Hui-yüan ;334–416 d. C.) fue un maestro budista chino que fundó el templo Donglin en el Monte Lu en la provincia de Jiangxi y escribió el texto Por qué los monjes no se inclinan ante los reyes en el 404 d. C. Nació en la provincia de Shanxi, pero después de una larga vida de enseñanza budista terminó en la provincia de Jiangxi, donde murió en 416. Aunque nació en el norte, se mudó al sur para vivir dentro de los límites de la dinastía Jin Oriental.
Discípulo del erudito prajnaparamita y traductor «Dao'an», se instaló a los cincuenta años en el monte Lu donde estuvo activo durante más de treinta años hasta su muerte, reuniendo a muchos discípulos. Realizó traducciones de textos budistas, siguiendo el consejo de 402 con Kumārajiva sobre muchos puntos de doctrina y reforzó la disciplina monástica. Fue el primero en promover la devoción a Amitābha como ayuda para la meditación, razón por la cual el movimiento amidista lo considera su patriarca fundador. Bajo la dinastía Song, los promotores del sincretismo de las tres doctrinas (confucianismo, taoísmo y budismo) difundirán la leyenda de su encuentro con Tao Yuanmingy Lu Xiujin.
Huiyuan fue nombrado póstumamente Primer Patriarca de la Escuela de Budismo de la Tierra Pura. Sus discípulos incluyeron a Huiguan (慧 觀), Sengji (僧 濟) y Faan (法 安).

## Biografía

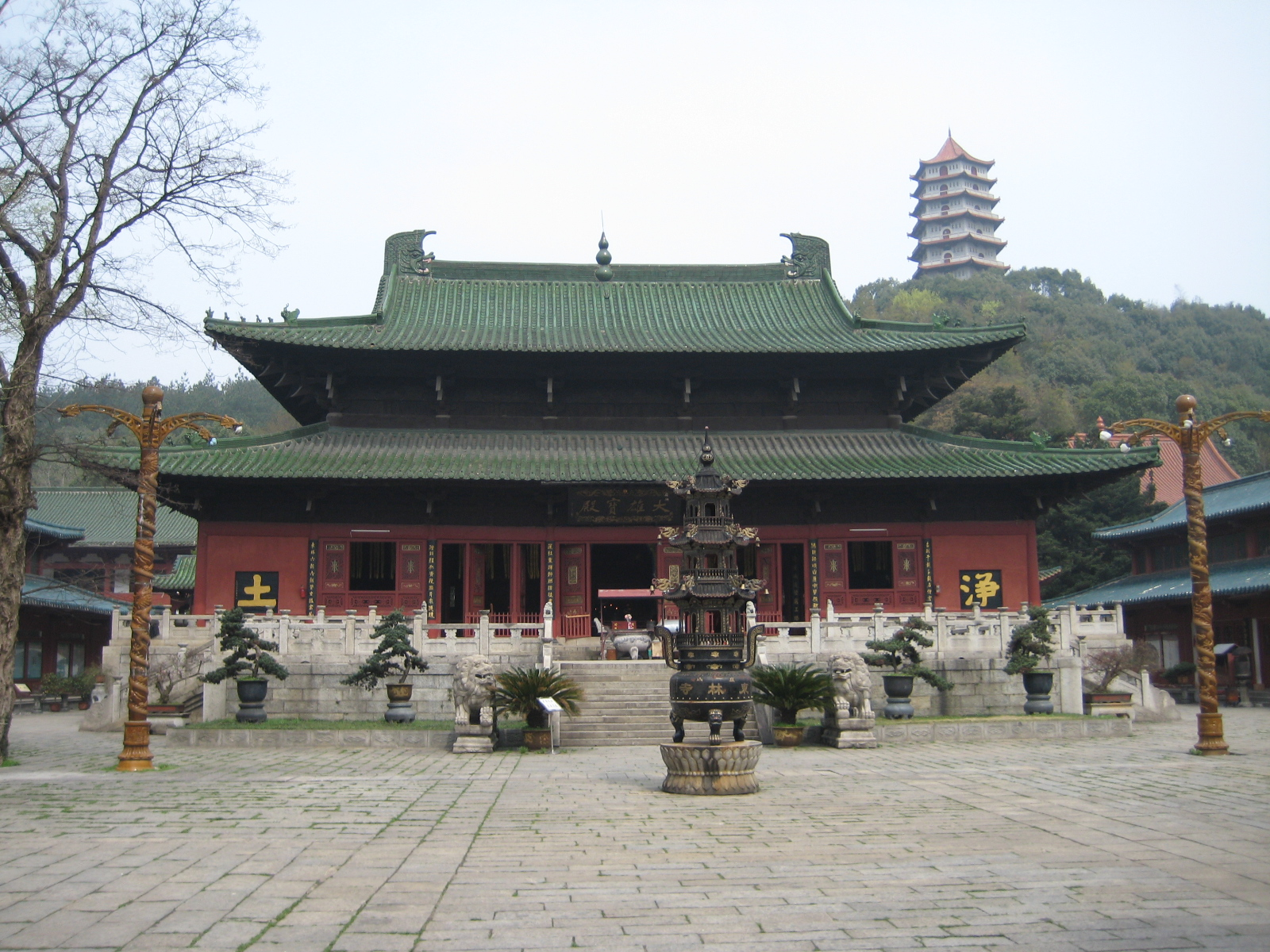
Templo Donglin en el Monte Lu.

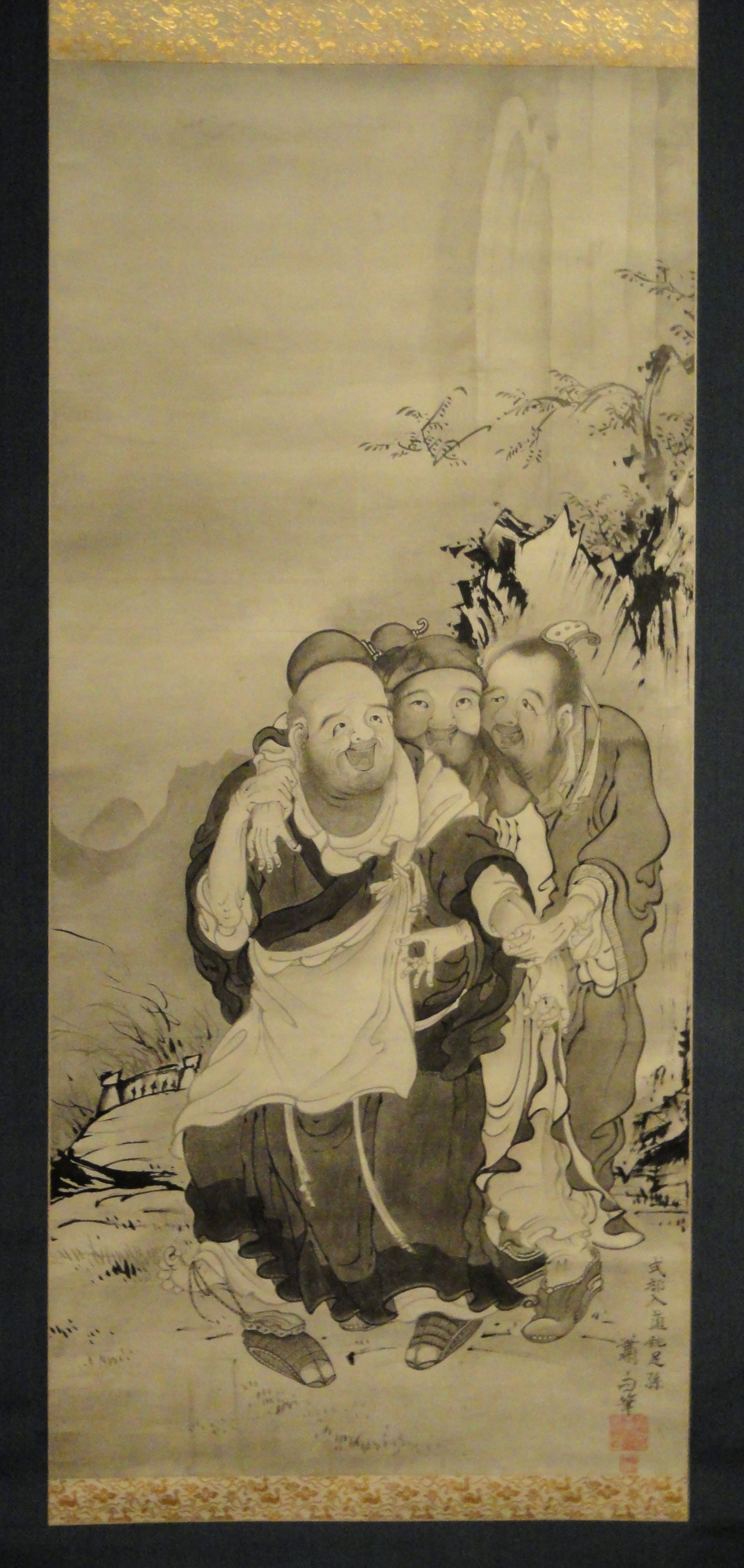
"Las tres risas del cañadón del Tigre" - Huiyuan, Tao Yuanming y Lu Xiujing - Soga Shōhaku (1730-1781).

Su apellido era Jia (賈) y su primer nombre es desconocido. Nació en Shanxi, en el condado de Yanmenloufan (雁門 樓煩 縣) cerca de la actual Ningwu (寧武). Después de estudiar los clásicos confucianos y taoístas, a los 13 años siguió a su tío materno (apellido Linghu 令狐) a Xuchang y Luoyang. En 354 , decidió partir hacia Nanchang para unirse al ermitaño confuciano Fan Xuanzi (范宣子), pero el camino hacia el sur fue cortado por los disturbios que siguieron a la muerte de Shihu (石虎), gobernante del Zhao Posterior. Luego decide ir a los Montes Taihang (太行山) donde el monje Dao'an (314-385) dirige una comunidad, y se convierte en su discípulo junto con su hermano menor Huichi (慧持). Pronto muestra una buena comprensión de los textos prajnaparamita de Zhuangzi.
A partir del 361, la inestabilidad política obligó a Dao'an y sus seguidores a cambiar de residencia con frecuencia. Después de pasar por Henan en Jìzhōu y en el monte Wangwu (王屋 山), se establecieron en 366 en Xiangyang en Hubei, en el monasterio Tanxi (檀溪寺). En 378, el general Qin Fu Pei (苻 丕) atacó Xiangyang y capturó a Dao'an, quien fue llevado a Chang'an para dirigir las traducciones allí. Antes de su partida, da permiso a sus discípulos y les pide que cada uno siga su propio camino. Huiyuan tenía entonces 45 años.
Más tarde, se convirtió en patriarca del Templo Donglin (Templo del Bosque del Este) en el Monte Lu. Sus enseñanzas fueron varias, incluyendo el vinaya (戒律), meditación (禪法), abhidharma y Prajñā o sabiduría. Aunque Huiyuan no tomó la iniciativa de establecer relaciones con el mundo secular, tuvo contactos con familias de la corte y la nobleza. Huiyuan fue invitado en dos ocasiones por el dictador Huan Xuan a participar en las discusiones sobre el estatus del clero y Huiyuan defendió la independencia del clero. Los miembros de las clases cultas vinieron a vivir al monte Lu como discípulos laicos de Huiyuan para participar en la vida religiosa. Además de su enseñanza e interacción con seguidores laicos de la fe budista, también mantuvo una correspondencia erudita con el monje Kumarajiva.
En el año 402 organizó un grupo de monjes y laicos en una secta Mahayana conocida como Budismo de la Tierra Pura, siendo la Tierra Pura el paraíso occidental del Buda Amitabha.
En el año 404, Huiyuan escribió un tratado Sobre por qué los monjes no se inclinan ante los reyes' (沙門 不敬 王者 論). Este libro simboliza sus esfuerzos por afirmar la independencia política del clero budista de las cortes de los gobernantes monárquicos. Al mismo tiempo, era un texto religioso y político que tenía como objetivo convencer a los monarcas y a los ministros de estado de mentalidad confuciana de que los seguidores del budismo, en última instancia, no eran subversivos. Argumentó que los budistas podían ser buenos súbditos en un reino debido a sus creencias en la retribución del karma y el deseo de renacer en el paraíso. A pesar de la reputación de los budistas de dejar atrás a su familia por una vida monástica, Huiyuan declaró que "aquellos que se regocijan en el Camino del Buda invariablemente sirven primero a sus padres y obedecen a sus señores".
Llevando a algunos de los discípulos de su maestro al dominio Jin del Este , inicialmente regresó a Jingzhou, donde residió durante tres años en el Monasterio Shangming (上明寺). Luego parte hacia el monte Luofu (羅浮山) en Guangdong. Sin embargo, al pasar por el monte Lu, fue seducido por el entorno, sobre todo porque un antiguo compañero de estudios con el que se había hecho amigo, Huiyong (慧永), residía allí en el monasterio de "Western Forest" (Xilinsi 西林寺). Huiyuan y sus compañeros se establecieron en el año 381 en una ermita rudimentaria llamada vihara Longquan (龍泉精舍). Tres años más tarde, por intermediación de Huiyong, Huan Yi (桓伊), prefecto de Jiangzhou (江州), construyó para él el monasterio del "Bosque del Este" (Donglinsi 東林寺), en paralelo con el de su compañero de clase. Huiyuan se instaló allí y reunió a muchos monjes y discípulos laicos. Emprende y continúa hasta su muerte una tarea de traducción y explicación de textos budistas, con la ayuda de monjes occidentales, a los que consigue traer a la montaña, y de Kumarajiva, con quien mantiene una relación epistolar. Escribe obras y estructura su comunidad monástica según las reglas ortodoxas basadas en el vinaya de la Sarvastivada. Es el primero en promover oficialmente la devoción a Amitābha y la aspiración a su paraíso como pasos hacia la liberación. Murió en el monte Lu en el año 416 a la edad de 83 años, sin volver a bajar.

## Obras y traducciones
Huiyuan estaba ansioso por avanzar en la comprensión del budismo y propagar su doctrina. Con este fin, en 391 envió a sus discípulos Fajing (法淨) y Faling (法領) al noroeste en busca de sutras. Se esforzó por traer monjes de las regiones occidentales a Lushan para realizar traducciones. Así, Sanghadeva traduce El corazón de Abhidharma (Apitan xinlun 阿毘曇心論) y el Tridharmakashastra (Sanfadu lun 三法度論); Buddhabhadra (359-429), discípulo de Kumārajiva, traduce a petición suya el Sutra de la práctica de la meditación Upaya (Xiuxing fangbian chanjing 修行方便禪經). Huiyuan escribe los prefacios; también escribirá el del Sutra del loto. Buddhabhadra también traducirá el Yogacarabhumi y más tarde Nirvana Sutra.
Invita a Dharmaruci a terminar la traducción de las reglas monásticas del Sarvastivada (Sarvastivada-vinaya, Shisonglu 十誦律) que quedó inconclusa por la muerte de Puṇyatara, compañero de Kumārajiva.
Huiyuan, custodio de la tradición prajnaparamita de Dao'an, sigue queriendo comprender el pensamiento mahāyāna. Así es como entabla correspondencia con Kumārajiva, por intermedio de un exgeneral Qin que se convirtió en monje con el nombre de Tanyong (曇邕). Sus preguntas al maestro (Wen dacheng zhong shenyi shibake 問 大乘中深義十八科) y las respuestas de este último (Luoshi da 羅什答) están reunidas en el Libro del significado del mahāyāna (Dacheng dayi zhang 大乘大義章). Cuando Kumārajiva ha completado la traducción del Tratado sobre prajnaparamita (Dazhidulun 大智度論), se le pide al maestro taoísta Xianxiang (咸相) un prefacio, pero lo rechaza. Emperador Yao Xing (興), Qin, luego se lo pide a Huiyuan. Este último es un prefacio del trabajo y resume los cien originales en veinte secciones (Dazhidulun chaoxu 大智度 論鈔序). Inspirado, compuso el Daxing lun (大性論) que le valió los cumplidos de Kumārajiva por su intuición. Los eruditos modernos consideran que, dada la limitación de las fuentes mahāyāna accesibles en ese momento, el pensamiento de Huiyuan se forma principalmente sobre la base de la Escuela Abhidharma, pero que él es en verdad, entre sus contemporáneos, el que mejor entendió el pensamiento prajnaparamita. Así que durante la controversia del cuerpo y la mente que marca el período de formación doctrinal del budismo chino, él defiende la preeminencia de la mente sobre el cuerpo en un ensayo titulado «La forma corporal se desgasta, pero la mente es indestructible», poniendo nociones tradicionales chinas como Qi, Li o Tao al servicio de la espiritualidad Mahayana. Más tarde, se llevará a cabo un intercambio epistolar entre Sengzhao (僧肇), discípulo de Kumārajiva, y Liu Yimin (劉遺民), discípulo de Huiyuan, sobre el Bore wuzhi lun.(般若無知論) compuesto por el primero; se recoge en una colección titulada Correspondencia con el ermitaño Liu Yimin y otros (Yu yinshi liuyimindeng shu 與隱士劉遺民等書).
La educación confuciana y taoísta de Huiyuan, la amplitud de la cultura y la excelente vida comunitaria le valieron buenas relaciones con las autoridades locales. Personalidades suben a visitarlo para beneficiarse de su erudición: Yin Zhongkan (殷仲堪), prefecto de Jiangzhou, del que depende el monasterio, llega en 392 para interrogarlo sobre Yijing; en 399, el general Jin y el usurpador Huan Xuan (桓玄) le consultaron sobre el Clásico de la Piedad Filial. Cuando Huan Xuan le envía el consejo de que todo monje debe inclinarse ante el emperador, Huiyuan responde con la famosa epístola Un monje no se inclina ante el emperador, y merecen la suficiente estima y respeto para que, a pesar de la hostilidad de Huan Xuan hacia el budismo, Lushan aún se salvó. En 405, He Zhennan (何鎮南), un general que puso fin a la usurpación, a su vez acudió a Lushan y cuestionó los méritos de que los monjes llevaran un hábito que les dejaba al descubierto el brazo derecho mientras, argumenta él, la tradición china considera este lado como siniestro. Se inicia un debate por textos interpuestos. He Zhennan envía su opinión; Huiyuan responde en el Tratado sobre el hábito monástico por lo que convence a He Zhennan de que esta peculiaridad externa del budismo oculta una profunda similitud con las corrientes de pensamiento tradicionales chinas. Contribuye a la sinización del budismo también en Ming baoying lun (明報應論) y Sanbaolun (三報論), en los que expone una visión de retribución kármica de acuerdo con el pensamiento moral y religioso chino, basado entre otros en la creencia en la permanencia de shen (神), un componente espiritual del ser humano; también le debemos el Bianxinshilun (辨心識論).
También es autor de poemas recopilados en Poemas dispersos del monasterio Donglin en Lushan (廬山 東 林 雜 詩), Posturas en respuesta al maestro Kumārajiva (報 羅什 法師 偈) y Wanfoyingming (萬佛 影 銘).

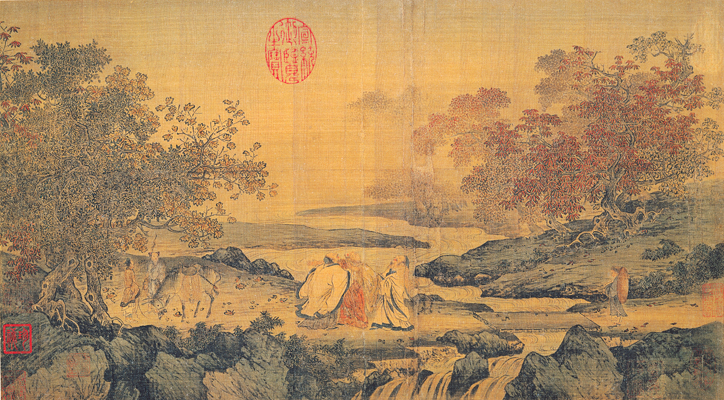
Pintura de la dinastía Song en estilo Litang que ilustra el tema "El confucianismo, el taoísmo y el budismo son uno". Representa al taoísta Lu Xiujing (izquierda), al funcionario Tao Yuanming (derecha) y al monje budista Huiyuan (centro, fundador de la Tierra Pura) junto al arroyo del Tigre. El arroyo bordea una zona infestada de tigres que acaban de cruzar sin miedo, absortos como estaban en su discusión. Al darse cuenta de lo que acaban de hacer, se ríen juntos, de ahí el nombre del cuadro, Tres hombres que ríen junto al arroyo del Tigre.Fuente: www.npm.gov.tw.

## Discípulos
La tradición cuenta que tuvo más de un centenar de discípulos, monjes y laicos, en su mayoría letrados. Entre los primeros podemos mencionar a Tan Yong (曇邕), mensajero entre él y Kumarajiva, Tanheng (曇恆), Daobing (道昺), Fajing (法淨), Faling (法領), Daozu (道祖), Sengche (僧徹), Tanshun (曇順), Daowang (道汪), Faan (法安) que fundó un lugar de culto en Xinyang (新陽) en Gansu , luego en Shu, Huiguan (慧觀), autor de tres obras y prefacios de sutras. Se dice que Huiyao (慧要), un hábil artesano, hizo un reloj de loto hidráulico y un pájaro mecánico de madera para la comunidad. Huichi (慧持), el hermano menor de Huiyuan, era un predicador popular y fue llamado a Jiankang (建康) para revisar la traducción de Madhyamagama.(中阿含經). Los laicos incluyen a Liu Yimin (劉遺民), Zong Bing (宗炳), Zhou Xuzhi (周續之), Lei Cizong (雷次宗), Bi Yingzhi (畢穎之), Zhang Jishuo (張季碩).

## Budismo de la Tierra Pura
En el séptimo mes del año 402 , con ciento veintitrés discípulos, hizo voto ante la efigie de Amitabha de llegar al paraíso occidental del Buda; el texto del deseo está escrito por Liu Yimin. Los tiempos convulsos y la dificultad de obtener un corpus satisfactorio de textos perfectamente entendidos sugieren que la tierra pura de Amitabha es un lugar de paso necesario para muchos, donde les será posible trabajar por su liberación en mejores condiciones. A partir de entonces, se llevarán a cabo reuniones de la Sociedad del Loto ( bailianshe 白蓮社). Huiyuan define esta práctica en el prefacio del Nianfosanmeishiji(念佛三昧詩集) como una forma de meditación visual guanxiang (觀想) integrada en toda la práctica; Las prácticas amidistas en China se combinarán con mayor frecuencia con la meditación chan . Una leyenda afirma que la Sociedad del Loto se llamaba así porque sus reuniones tenían lugar cerca de estanques de lotos organizados por Xie Lingyun (謝靈運), sobrino de Wang Xizhi y aristócrata que fue criticado por su arrogancia, para ser admitido a participar en la sociedad. .